# NBA 2K11
《NBA 2K11》是一款由Visual Concepts公司制作、2K Sports发行的篮球类电子游戏。本游戏于2010年10月5日首先发行。游戏在索尼PlayStation 2、PlayStation 3、Windows和Xbox 360发行。本游戏是NBA 2K系列的第12作。
《NBA 2K11》是一款篮球模拟游戏，根据美国NBA篮球而制作。
游戏收到普遍赞誉的评价。《IGN》给予本游戏8/10的分数。 All other versions of the game do not hold an aggregated score on the website, due to a lack of reviews.